# Hoa Kỳ – Tôm Việt Nam II
Hoa Kỳ – Tôm Việt Nam II (tiếng Anh: United States — Anti-dumping Measures on Certain Shrimp from Viet Nam II, viết tắt: US – Shrimp II (Viet Nam), DS429) là vụ giải quyết tranh chấp thương mại quốc tế giữa Việt Nam và Hoa Kỳ, tiếp nối vụ việc Hoa Kỳ – Tôm Việt Nam, đồng thời kết thúc chuỗi tranh chấp của hai quốc gia về vấn đề chống bán phá giá mặt hàng tôm nước ấm đông lạnh. Trong quá trình giải quyết tranh chấp DS404, Hoa Kỳ tiếp tục điều tra, rà soát hành chính đủ các kỳ cho rà soát cuối kỳ, vẫn áp thuế cho các doanh nghiệp xuất khẩu tôm từ Việt Nam, cộng thêm việc sử dụng một số biện pháp khác, dẫn tới tranh chấp mới và Việt Nam tiếp tục khiếu kiện vụ DS429. Vụ kiện này ngoài việc duy trì cáo buộc Zeroing của vụ kiện cũ thì đã có thêm những yếu tố mới được đề cập tới là rà soát cuối kỳ, nhóm doanh nghiệp thuộc nước có nền kinh tế phi thị trường, biện pháp thu hồi thuế, và sự trì hoãn trong hoạt động của Hoa Kỳ.   
Dựa trên các vụ tranh chấp tương tự về hoạt động chống bán phá giá của Hoa Kỳ và các nước khác trước đó, dựa trên phán quyết đã thắng kiện của DS404, tranh qua quá trình tố tụng giai đoạn 2012–15, đầy đủ các bước của Ban Hội thẩm, Cơ quan Phúc thẩm, Việt Nam tiếp tục giành ưu thế ở DS429, cuối cùng là giành chiến thắng về mặt pháp lý ở cả hai vụ kiện này. Và sau đó, 2016, trong tiến trình thực thi khuyến nghị, Việt Nam và Hoa Kỳ đã thống nhất được biện pháp giải quyết vướng mắc, Việt Nam đạt được mục đích đưa các doanh nghiệp xuất khẩu tôm ra khỏi nhóm doanh nghiệp bán phá giá và chịu bất lợi liên quan tại Hoa Kỳ.   

## Tham vấn
Sau giai đoạn giải quyết tranh chấp 2010–11, phán quyết của vụ Hoa Kỳ – Tôm Việt Nam được ban hành, các đối tượng pháp lý của tranh chấp này bao gồm rà soát hành chính lần hai (2007–08) và lần ba (2008–09), song, trên thực tế, Bộ Thương mại Hoa Kỳ tiếp tục tiến hành rà soát lần thứ tư (2010), thứ năm (2011), rà soát hoàng hôn (sunset review) cùng thời kỳ Ban Hội thẩm DS404 xử lý vụ việc. Các doanh nghiệp xuất khẩu tôm nước ấm đông lạnh của Việt Nam tiếp tục bị điều tra, rà soát hành chính và chịu thuế theo nhóm mandatory respondents, voluntary respondents, và all others như cũ, đồng thời thuộc diện được xem xét để duy trì thuế hoặc bỏ thuế sau sunset review. Ngày 20 tháng 2 năm 2012, Việt Nam yêu cầu tham vấn, tập trung tới POR thứ ba, thứ tư, sunset review, dẫn chiếu tới pháp luật, quy định, thủ tục và thực tiễn áp dụng của Hoa Kỳ, bao gồm cả Zeroing đã phán quyết trước đó.

### Lập luận của Việt Nam
Việt Nam đã đưa ra lập luận về năm vấn đề. Thứ nhất là, lặp lại khiếu nại ở DS404 về Zeroing, cho rằng Bộ Thương mại Hoa Kỳ đã sử dụng phương pháp này trong đợt rà soát hành chính lần thứ tư, thứ năm và thứ sáu đối với các đơn đặt hàng tôm là không phù hợp với Điều 9.3, ADA, Điều VI: 2, GATT 1994. Thứ hai là, Hoa Kỳ liệt kê Việt Nam vào nhóm các nước có nền kinh tế phi thị trường (non-market economy, viết tắt: NMEs), trong các biện pháp của DOC sử dụng ở tiến trình chống bán phá giá liên quan đến hàng nhập khẩu từ NMEs có việc ấn định một tỷ lệ biên độ phá giá chung (NME-wide entity) cho tất cả các nhà sản xuất và xuất khẩu là không đủ để chứng minh sự độc lập trước kiểm soát của chính quyền; cách thức mà Hoa Kỳ sử dụng trong đợt rà soát hành chính lần thứ tư, thứ năm và thứ sáu là không phù hợp với các điều khoản về bằng chứng hoạt động chống bán phá giá và thuế suất áp dụng của ADA. Thứ ba là, Việt Nam viện dẫn Uruguay Round Agreements Act (URAA), cho rằng Hoa Kỳ đã trì hoãn việc thực hiện các khuyến nghị và phán quyết của Ban Hội thẩm DS404 trong việc thanh quyết toán cho các doanh nghiệp Việt Nam, tiến hành "bút toán không được định trước", không nhất quán vấn đề về thuế và thời gian theo ADA. Thứ tư là, việc Hoa Kỳ dựa trên biên độ bán phá giá được tính bằng phương pháp Zeroing đã dẫn tới việc nước này không thể đưa ra lập luận vững chắc cũng như không thể tiến hành đánh giá một cách khách quan trong lần rà soát cuối kỳ đầu tiên đối với đơn đặt hàng tôm, và thứ năm là, việc không thực hiện thu hồi lệnh áp thuế chống bán phá giá đối với một số công ty mà Việt Nam cho rằng đã chứng minh được không có hành vi bán phá giá trong đợt rà soát hành chính thứ ba, thứ tư và thứ năm, tức nghĩa là Hoa Kỳ đã vi phạm ADA.

### Hoa Kỳ
Phía Hoa Kỳ yêu cầu cơ quan tài phán bác bỏ các lập luận của Việt Nam bằng cách ra phán quyết sơ bộ trong đó tuyên bố rằng một số lập luận của Việt Nam trong việc yêu cầu thành lập một Ban Hội thẩm là nằm ngoài phạm vi liên quan của Ban Hội thẩm.
...[đề nghị Ban Hội thẩm bác bỏ các cáo buộc của Việt Nam về] (i) POR thứ sáu, vì lần rà soát này không được liệt kê trong yêu cầu tham vấn của Việt Nam; (ii) Zeroing, bởi đã có thay đổi phương pháp này; (iii) yêu cầu lập Ban Hội thẩm của Việt Nam dựa trên Điều 31, Công ước Viên về Luật Điều ước quốc tế, vì công ước này không phải là một văn bản có liên quan; và (iv) khiếu kiện về US Statement of Administrative Action (SAA) đi kèm với URAA, vì SAA không có bất kỳ hiệu lực pháp lý nào độc lập với quy chế hoặc quy định hiện hành của Hoa Kỳ và do đó không phải là biện pháp có thể sử dụng để giải quyết tranh chấp.

## Hội thẩm
Ngày 20 tháng 12 năm 2012, Việt Nam yêu cầu Cơ quan Giải quyết tranh chấp thành lập Ban Hội thẩm, tuy nhiên, đã bị trì hoãn trong cuộc họp giai đoạn này, sau đó, ngày 27 tháng 2 năm 2013, phái đoàn thường trực Việt Nam bên cạnh Liên Hợp Quốc, Tổ chức Thương mại Thế giới, và các tổ chức quốc tế khác tại Genève, Thụy Sĩ tiếp tục đề nghị lập Ban Hội thẩm và đã được chấp thuận, lập Ban Hội thẩm DS429 với chủ tịch Simon Farbenbloom, hai thành viên Adrian Makuc, và Abd El Rahman Ezz El Din Fawzy, chính thức ngày 12 tháng 7 cùng năm. Sau đó, Trung Quốc, Liên minh châu Âu, Nhật Bản, Na Uy, Thái Lan, và Ecuador tham gia với tư cách là bên thứ ba. Ngày 26 tháng 9 năm 2013, Ban Hội thẩm đã đưa ra một phán quyết sơ bộ trong đó bác bỏ lập luận của Mỹ rằng lần rà soát hành chính thứ sáu không nằm trong phạm vi xem xét, đồng thời từ chối đưa ra bất kỳ quyết định nào đối với những phản đối còn lại của Hoa Kỳ trước những ám chỉ của Việt Nam rằng nước này sẽ không theo đuổi những cáo buộc tương ứng. Ngày 17 tháng 11 năm 2014, báo cáo của Ban Hội thẩm được gửi tới các thành viên, đưa ra nhận định và phán quyết về các vấn đề tranh chấp của các bên.

### Zeroingvà URAA
Với Zeroing, vấn đề này được Việt Nam đưa ra khiếu kiện về hai ý là bản chất quy định (as such) trong các đợt rà soát hành chính, và cách áp dụng (as applied). Đối với as such, Việt Nam cáo buộc Hoa Kỳ vi phạm điều ước quốc tế khi sử dụng phương pháp này liên tục các kỳ POR, Ban Hội thẩm căn cứ thực tế vào tháng 4 năm 2012, Hoa Kỳ đã sửa đổi phương pháp tính toán của mình trong rà soát hành chính, cho nên nhận định rằng Việt Nam đã không chứng minh được Zeroing tồn tại như một biện pháp có quy tắc chung hoặc được sử dụng mang tính lâu dài, khả năng lặp đi lặp lại liên tục và xu hướng thời gian tiếp theo tại Mỹ. Do đó, Ban Hội thẩm bác bỏ các cáo buộc của Việt Nam rằng Mỹ vi phạm ADA, GATT 1994, bởi đã có sự thay đổi so với Hoa Kỳ – Tôm Việt Nam I trước đó. Đối với các lập luận về as applied của Việt Nam, Ban Hội thẩm cho rằng việc Hoa Kỳ dùng phương pháp này để tính toán biên độ phá giá của các nhà sản xuất và xuất khẩu riêng lẻ của Việt Nam trong ba đợt rà soát hành chính là không tuân thủ ADA, GATT 1994, chấp thuận lập luận của bên khiếu nại. Về Uruguay Round Agreements Act, Ban Hội thẩm đã bác bỏ các khiếu kiện của Việt Nam:
...Việt Nam đã thất bại trong việc chứng minh các lập luận của mình là căn cứ theo sự thực, trong đó cho rằng mục 129(c)(1) của URAA đã giúp chính quyền Mỹ trì hoãn việc thực hiện các khuyến nghị của DSB đối với bút toán không được định trước. Trong trường hợp trên, Ban Hội thẩm bác bỏ cáo buộc của Việt Nam đối với quy định này của pháp luật Hoa Kỳ.

### NME-wide entity
Với vấn đề gán tỷ lệ biên độ phá giá chung của cơ quan chức năng Hoa Kỳ trong quá trình chống bán phá giá, Ban Hội thẩm kết luận rằng Việt Nam đã thành công khi chứng minh được sự tồn tại của một tỷ lệ biên độ phá giá chung như một quy ước hay tiêu chuẩn chung và có sự áp dụng theo định hướng theo cách của Mỹ đã áp dụng là không hợp lý, và như vậy Việt Nam đã chứng minh được rằng, trong các vụ kiện chống bán phá giá liên quan đến các nước có nền kinh tế phi thị trường mà Mỹ liệt kê riêng, Bộ Thương mại Hoa Kỳ đã áp dụng giả định cho rằng tất cả các công ty của một nước NME cấu thành nên một thực thể duy nhất, và do đó đã áp dụng một tỷ lệ biên độ phá giá chung cho toàn bộ các công ty ở một nước NME. Từ đây, Ban Hội thẩm cho rằng biện pháp này khi áp dụng trong rà soát hành chính lần thứ tư, thứ năm và thứ sáu là không phù hợp với điều khoản về bằng chứng rà soát hành chính ADA khi tập hợp tất cả đối tượng vào một.
Ban Hội thẩm cho rằng Việt Nam đã không chứng minh được Hoa Kỳ đã sử dụng một phương pháp tương tự như một quy tắc hay một tiêu chuẩn chung và có sự áp dụng theo định hướng liên quan đến cách tính tỷ lệ biên độ phá giá chung, đặc biệt đối với việc sử dụng các lập luận sẵn có đối với doanh nghiệp từ nước NME. Do đó, Ban Hội thẩm đã bác bỏ lập luận của Việt Nam khi cáo buộc rằng biện pháp này là không phù hợp với chứng cứ tiếp cận thông tin từ ADA. Tuy nhiên, Ban Hội thẩm cho rằng tỷ lệ biên độ chống bán phá giá chung áp dụng cho Việt Nam và các công ty Việt Nam trong những đợt rà soát hành chính để áp thuế nhập khẩu là không phù hợp với ADA, song, đã bác bỏ lập luận của Việt Nam rằng tỷ lệ trên vi phạm phần chứng cứ thông tin.

### Rà soát hoàng hôn
Khi đánh giá các khiếu kiện của Việt Nam đối với quyết định của Hoa Kỳ trong vấn đề rà soát hoàng hôn, Ban Hội thẩm DS429 đã đồng ý với kết luận của các cơ quan tài phán trong các vụ tranh chấp tương tự trước đó rằng cơ quan điều tra của Mỹ nên căn cứ trên các biên độ phá giá khi quyết định một trường hợp có khả năng bán phá giá (likelihood-of-dumping) hay không, và việc tính toán những biên độ phá giá này phải phù hợp với nguyên tắc của các hiệp định đã ký kết hoặc không vi phạm quy định về xem xét thuế chống phá giá. Ban Hội thẩm cho rằng khi đưa ra quyết định một trường hợp có khả năng là bán phá giá, Hoa Kỳ đã dựa trên một số biên độ phá giá được xác định là trái với quy định của ADA, GATT 1994, đặc biệt là biên độ phá giá với từng trường hợp cụ thể được tính bằng phương pháp Zeroing và tỷ lệ biên độ chống bán phá giá chung cho tất cả các doanh nghiệp của Việt Nam. Do đó, kết luận rằng việc Hoa Kỳ dựa trên những biên độ phá giá không thống nhất trong các quy định của WTO để xác định một trường hợp có khả năng bán phá giá, là trái với ADA.

### Thu hồi thuế
Ban Hội thẩm, nhận định về thu hồi thuế.
Khi xem xét yêu cầu hủy bỏ thuế chống bán phá giá đối với một số công ty cụ thể của Việt Nam, gồm Tập đoàn Minh Phú, Minh Hải, Phương Nam, và Camimex, Ban Hội thẩm viện dẫn Điều 11.2, ADA buộc các cơ quan chức năng phải có nghĩa vụ tiến hành rà soát lại sự cần thiết đối với việc tiếp tục áp thuế chống bán phá giá trong trường hợp: nhận được yêu cầu từ một bên liên quan; sau khi đã hết một khoảng thời gian hợp lý; yêu cầu cơ quan điều tra xem xét vấn đề về bù đắp phá giá, tiếp tục thiệt hại, hoặc tái diễn thiệt hại trong tương lai hay không; và yêu cầu kèm với thông tin xác thực chứng minh cần có sự rà soát lại. Từ đây, Ban Hội thẩm đã nhất trí với khiếu kiện của Việt Nam khi cho rằng cách DOC giải quyết các yêu cầu thu hồi thuế chống bán phá giá của các nhà sản xuất và xuất khẩu Việt Nam là trái với quy định của Điều 11.2, ADA.
Ban Hội thẩm cũng đưa ra đánh giá đối với vấn đề nếu một cơ quan lựa chọn dựa vào các biên độ phá giá được xác định trong tương lai khi cân nhắc có đánh thuế tiếp hay không, thì cách xác định biên độ phá giá đó phải nhất quán với nguyên tắc của các hiệp định. Theo đó, trong quá trình tố tụng, Hoa Kỳ đã dựa vào biên độ phá giá được tính bằng phương pháp Zeroing khi xem xét yêu cầu thu hồi lệnh áp thuế chống bán phá giá, do vậy Ban Hội thẩm chấp nhận khiếu kiện của phía Việt Nam đối với cách giải quyết của Hoa Kỳ trước những yêu cầu từ Việt Nam.

## Phúc thẩm
Ngày 6 tháng 1 năm 2015, Việt Nam thông báo cho Cơ quan Giải quyết tranh chấp về quyết định kháng cáo lên Cơ quan Phúc thẩm một số vấn đề về pháp luật và sự giải thích luật pháp trong báo cáo của Ban Hội thẩm. Kháng cáo này hướng tới vấn đề về Uruguay Round Agreements Act, cho rằng việc áp dụng URAA của Hoa Kỳ để rà soát hành chính, rà soát hoàng hôn và áp thuế, trì hoãn các bước thu hồi thuế là vi phạm ADA, GATT 1994; cho rằng nhận định và phán quyết của Ban Hội thẩm về lập luận của Việt Nam đối với vấn đề URAA là không phù hợp với thực tế. Sau đó, Cơ quan Phúc thẩm phân công ba thành viên đảm nhiệm làm chủ tịch Thomas R. Graham, hai thành viên Ujal Singh Bhatia và Peter Van den Bossche giải quyết phúc thẩm vụ việc. Ngày 7 tháng 5 năm 2015, Cơ quan Phúc thẩm ban hành phán quyết phúc thẩm, theo đó, giữ nguyên khung phân tích của Ban Hội thẩm khi phúc tra lại phán quyết Việt Nam đã thất bại khi cáo buộc rằng điều 129(c)(1), URAA đã ngăn cản việc thực hiện các khuyến nghị và phán quyết của WTO đối với các mục chưa bút toán trước của Bộ Thương mại Hoa Kỳ với các doanh nghiệp xuất khẩu tôm Việt Nam. Cơ quan Phúc thẩm cũng bác bỏ kháng cáo của Việt Nam khi cho rằng Ban Hội thẩm đã không dựa trên các yếu tố khác nhau về ý nghĩa và hiệu quả của URAA trong việc xem xét và đưa ra phán quyết, nhận định rằng Việt Nam đã không chứng minh được Ban Hội thẩm vi phạm vấn đề về chức năng của tập thể này theo Thỏa thuận DSU. Theo kết luận cuối cùng, Cơ quan Phúc thẩm bác kháng cáo của Việt Nam về vấn đề URAA.

## Hậu tranh chấp
Sau quá trình tố tụng hai bước của Ban Hội thẩm và Cơ quan Phúc thẩm, vụ tranh chấp có được kết quả về mặt pháp lý, theo đó, phần lớn khiếu kiện của Việt Nam được chấp thuận như cáo buộc Zeroing, rà soát hoàng hôn, thu hồi thuế, một phần cáo buộc về URAA, NME-wide entity bị bác bỏ, cơ quan tài phán khuyến nghị Hoa Kỳ thực hiện phán quyết. Tại cuộc họp của Cơ quan Giải quyết tranh chấp vào ngày 20 tháng 5 năm 2015, Hoa Kỳ thông báo rằng dự định thực hiện các khuyến nghị và phán quyết theo cách thức tôn trọng các nghĩa vụ của mình tại Tổ chức Thương mại Thế giới, tuy nhiên sẽ cần một khoảng thời gian hợp lý để tiến hành. Vào ngày 17 tháng 9 cùng năm, Việt Nam đã yêu cầu tiến hành thủ tục giám sát thực hiện khuyến nghị thông qua trọng tài ràng buộc, và các bên đã đồng ý về việc bổ nhiệm Simon Farbenbloom làm Trọng tài viên theo giám sát thực thi phán quyết. Vào ngày 15 tháng 12 năm 2015, phán quyết của Trọng tài Simon Farbenbloom được ban hành, theo đó xác định khoảng thời gian hợp lý để thực thi khuyến nghị vụ DS429 là 15 tháng kể từ khi thông qua báo cáo của Ban Hội thẩm và Cơ quan Phúc thẩm, được ấn định là hết hạn vào ngày 22 tháng 7 năm 2016, sau đó được lùi một tháng theo thỏa thuận của Việt Nam và Hoa Kỳ.
Trên thực tế, sau một khoảng thời gian trì hoãn việc thực hiện khuyến nghị, ngày 20 tháng 5 năm 2016, Bộ Thương mại Hoa Kỳ chính thức triển khai các bước thủ tục theo phán quyết từ yêu cầu của Bộ Công Thương Việt Nam. Theo đó, Hoa Kỳ đã ban hành kết luận sơ bộ để sửa lại biên độ phá giá của các doanh nghiệp xuất khẩu tôm của Việt Nam, trong đó trước nhất là Tập đoàn Minh Phú, xem xét dỡ bỏ lệnh áp thuế chống bán phá giá, không dùng phương pháp Zeroing, quyết định các doanh nghiệp không bán phá giá. Ngày 18 tháng 7 năm 2016, tại Washington, D.C., Hoa Kỳ, Bộ Công Thương Việt Nam đã ký thỏa thuận với Bộ Thương mại Hoa Kỳ và Cơ quan Đại diện Thương mại Hoa Kỳ liên quan đến việc áp thuế chống bán phá giá của Hoa Kỳ đối với sản phẩm tôm nhập khẩu từ Việt Nam, chính thức kết thúc vụ tranh chấp DS404 và DS429 trên thực tế giữa hai nước.